# Mixtape - Una cassetta per te
Mixtape - Una cassetta per te (Mixtape) è un film del 2021 diretto da Valerie Weiss.

## Trama
Beverly è una ragazza orfana che vive con sua nonna. Quando un giorno trova un nastro registrato di una cassetta appartenente ai suoi genitori. Quando ascolta le canzoni della cassetta decide, per potersi sentire più vicino a loro, di adottare lo stile di vita che li caratterizzava.

## Distribuzione
Il film è stato distribuito sulla piattaforma Netflix a partire dal 3 dicembre 2021.